# 쓰야마히가시정 (오카야마현 도난조군)
쓰야마히가시정(津山東町)은 오카야마현 도난조군에 있던 정이다. 현재의 쓰야마시에 해당한다.

## 역사
- 1889년 6월 1일 - 정촌제 시행에 의해 도난조군 쓰야마히가시정이 성립하였다.
- 1900년 4월 1일 - 쓰야마정에 편입해 폐지되었다.

## 인구
1253명(2019년 1월 1일 현재. 주민기본대장에 의한다. 쓰야마시 조사). 지명별인구는각지명기사참조.

## 교통

### 철도
폐지 당시는 미완성. 지구 내를 달리는 고속도로 없음.

### 도로
- 국도 제12호선

## 참고문헌
- 和泉橋警察署 『新旧対照市町村一覧』第2冊（東京：加藤孫次郎, 1889（明22））
- 地名編纂委員会 『角川日本地名大辞典33 岡山県』（角川学芸出版, 1989, ISBN 4040013301）